# Isla San Sebastián
Isla San Sebastián es el nombre de una isla en el Océano Pacífico que pertenece al país centroamericano de El Salvador, localizada en las coordenadas geográficas 13°11′N 88°25′O / 13.183, -88.417 en el este del territorio salvadoreño, que administrativamente hace parte del Departamento de Usulután, 38 kilómetros al sur del centro aproximado del El Salvador, y 103 kilómetros al sureste de la capital nacional San Salvador. Específicamente entre la Bocana El Bajón y la Bocana La Chepona, al este de la Isla El Bajón y la Bahía de Jiquilisco, al oeste de la Isla Samuria, y al sur de la Isla Los Cedros.